# Toulo de Graffenried
 Emmanuel 'Toulo' de Graffenried  va ser un pilot de curses automobilístiques suís que va arribar a disputar curses de Fórmula 1.
Va néixer el 18 de maig del 1914 a París, França. Va morir el 22 de gener del 2007 a Lonay, Suïssa.

## A la F1
Toulo de Graffenried va participar en la primera cursa de la història de la Fórmula 1, el GP de la Gran Bretanya, disputat el 13 de maig del 1950, que formava part del campionat del món de la temporada 1950 de F1, que va disputar gairebé completa.
Va participar en un total de vint-i-tres curses puntuables pel campionat de la F1, repartides al llarg de sis temporades no consecutives a la F1, les que corresponen als anys 1950, 1951, 1952, 1953, 1954, i 1956.
També va disputar nombroses curses no puntuables pel mundial de la F1.

## Resultats a la F1
| Any  | Equip      | Xassís     | Motor      | 1       | 2       | 3     | 4       | 5      | 6       | 7       | 8       | 9       | Posició | Punts |
| ---- | ---------- | ---------- | ---------- | ------- | ------- | ----- | ------- | ------ | ------- | ------- | ------- | ------- | ------- | ----- |
| 1950 | Maserati   | Maserati   | Straight-4 | GBR Ret | MON Ret | 500   | SUI     | FRA 6  | BEL     | ITA 6   |         |         | -       | 0     |
| 1951 | Alfa Romeo | Alfa Romeo | Straight-8 | SUI 5   | 500     | BEL   |         |        |         | ITA Ret | ESP 6   |         | 16è     | 2     |
| 1951 | Maserati   | Maserati   | Straight-4 |         |         |       | FRA Ret | GBR    | ALE Ret |         |         |         | 16è     | 2     |
| 1952 | Maserati   | Maserati   | Straight-4 | SUI 6   | 500     | BEL   | FRA Ret | GBR 19 | ALE     | HOL     | ITA DNQ |         | -       | 0     |
| 1953 | Maserati   | Maserati   | Straight-6 | ARG     | 500     | HOL 5 | BEL 4   | FRA 7  | GBR Ret | ALE 5   | SUI Ret | ITA Ret | 8è      | 7     |
| 1954 | Maserati   | Maserati   | Straight-6 | ARG 8   | 500     | BEL   | FRA     | GBR    | GER     | SUI     | ITA     | ESP Ret | -       | 0     |
| 1956 | Maserati   | Maserati   | Straight-6 | ARG     | MON     | 500   | BEL     | FRA    | GBR     | ALE     | ITA 7   |         | -       | 0     |

### Resum
| Curses: | Victòries: | Pòdiums: | Poles: | Voltes ràpides: | Punts: |
| ------- | ---------- | -------- | ------ | --------------- | ------ |
| 23      | 0          | 0        | 0      | 0               | 9      |